# Carl Hagenbeck

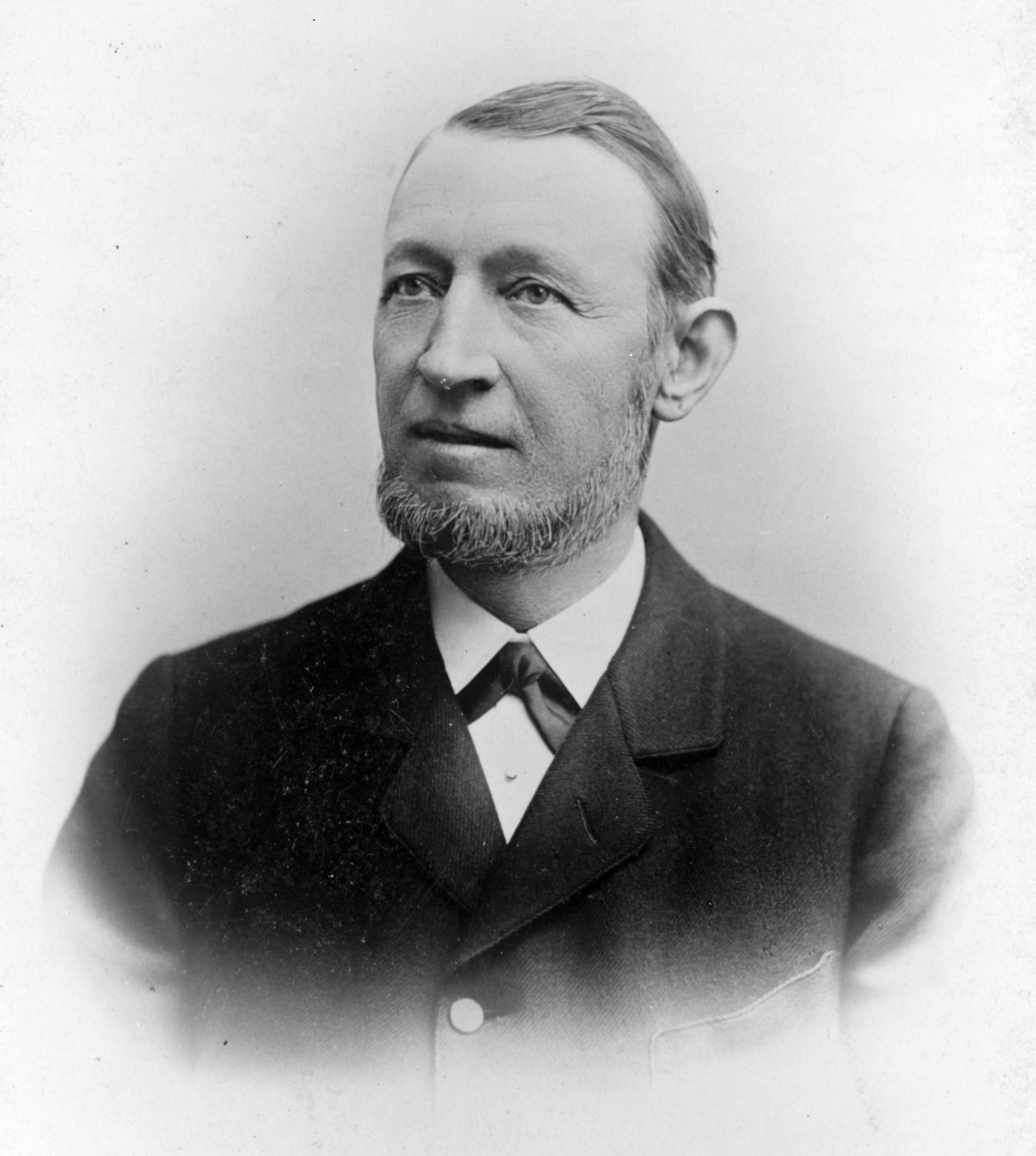
Carl Hagenbeck

Carl Gottfried Wilhelm Heinrich Hagenbeck (* 10. Juni 1844 in Hamburg; † 14. April 1913 ebenda) war ein deutscher Tierhändler und Zoodirektor. Er etablierte außerdem die sogenannten Völkerschauen, bei denen indigene Menschen vornehmlich in zoologischen Gärten zur Schau gestellt wurden. Seine über 50 Völkerschauen gingen jeweils auf Tournee durch verschiedene Städte im Deutschen Reich und in Europa. Er revolutionierte und beeinflusste weltweit die Zooarchitektur durch die Erfindung naturalistischer Freigehege.

## Leben

### Tierhändler

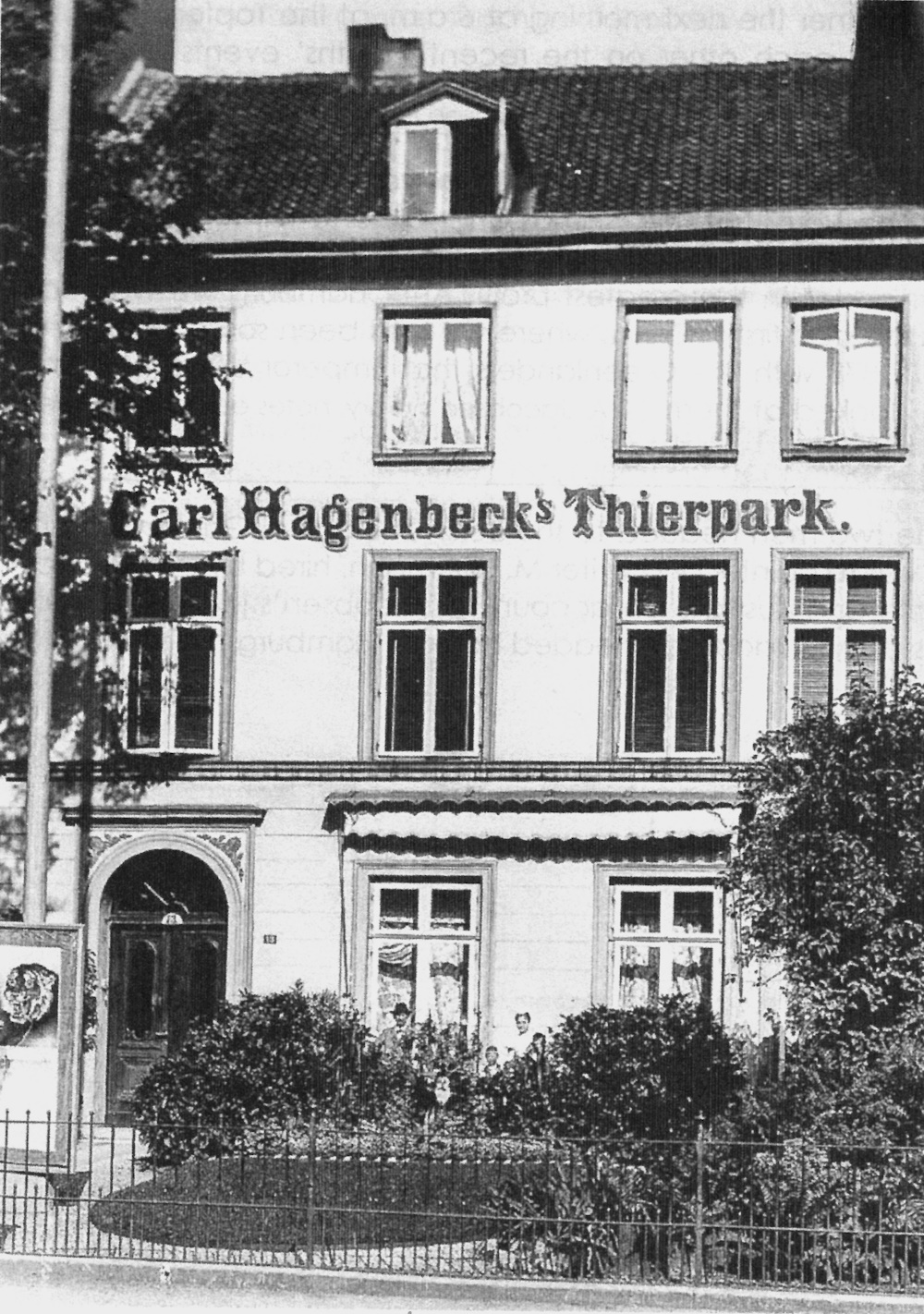
Carl Hagenbeck’s Thierpark am Neuen Pferdemarkt 13, ca. 1874

Sein Vater, der Fischhändler Gottfried Claes Carl Hagenbeck (1810–1887), begann 1848 in Hamburg einen mit Tierschauen verbundenen Tierhandel, den Carl Hagenbeck 1866 übernahm und zum größten Geschäft der Art in Deutschland ausbaute. Anfangs schickte er vier bis fünf Expeditionen pro Jahr nach Afrika zum Tierfang, später in die ganze Welt.
1867 kaufte Hagenbeck die berühmte Kreutzbergsche Menagerie. Im selben Jahr kaufte er von dem auf afrikanische Tiere spezialisierten „Löwenbändiger Casanova“ Elefanten, Antilopen, Hyänen und andere Tiere, die er umgehend an den Londoner Tierhändler Charles Jamrach weiterverkaufte. Charles Jamrach, der 1815 als Carl Johann Christian Jamrach in Hamburg geboren war, hatte nach dem Tode seines Bruders Anton dessen Tierhandelsgeschäft in London übernommen. Es war „[w]eitaus das bedeutendste Geschäft für lebende Thiere in London“.

### Tierpark Hagenbeck
Bereits seit 1874 gab es „Carl Hagenbeck’s Thierpark“ am Neuen Pferdemarkt in Hamburg. Am 7. Mai 1907 eröffnete Hagenbeck dann in Stellingen, seinerzeit noch preußisch, auf Grundlage seines Patentes den ersten gitterlosen Zoo der Welt, der heute als Tierpark Hagenbeck existiert. Diese Gründung stand in Konkurrenz zu dem noch bis 1930 existierenden Zoologischen Garten in Hamburg und wurde ab 1909 von einer Mehrzahl der deutschen zoologischen Gärten boykottiert, wovon konkurrierende Tierhändler, wie zum Beispiel die Nachfahren von Ludwig Ruhe, profitierten.

### Völkerschauen

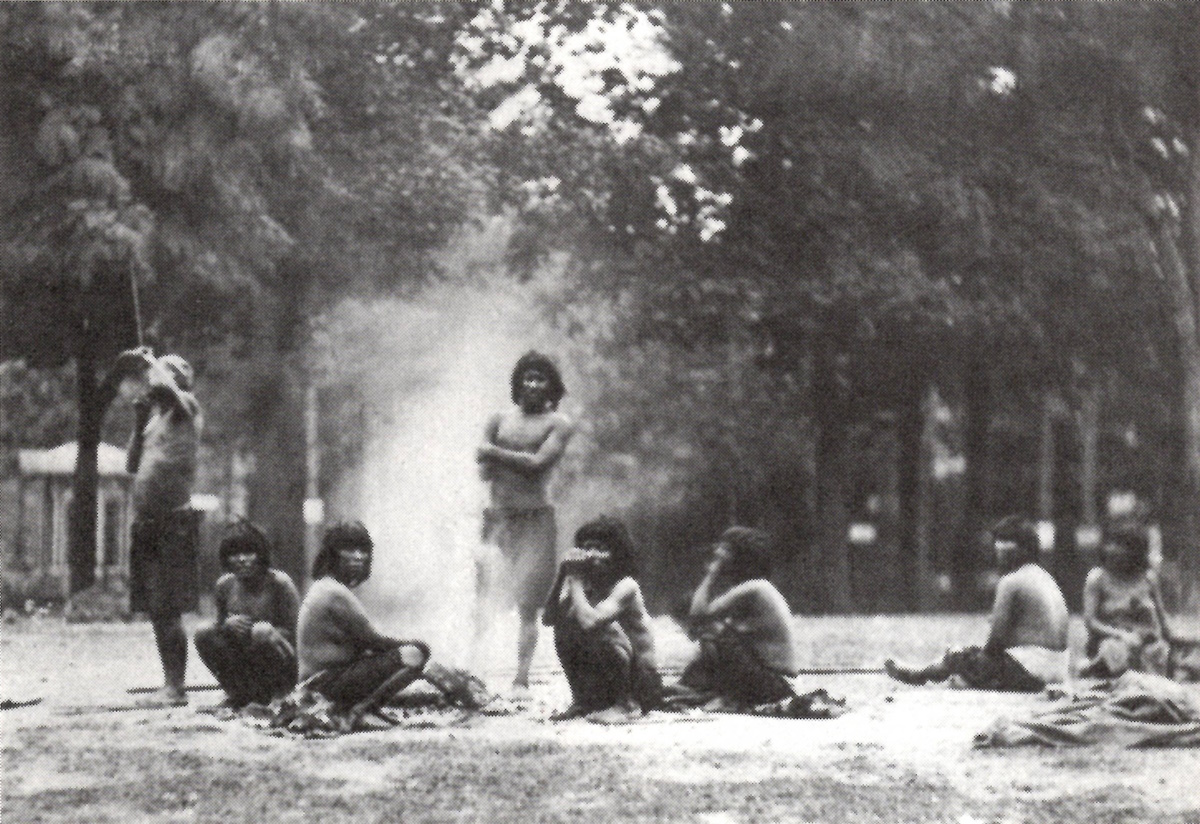
Hagenbecks Völkerschau der „Feuerländer“ im Jardin d’Acclimatation in Paris, 1881

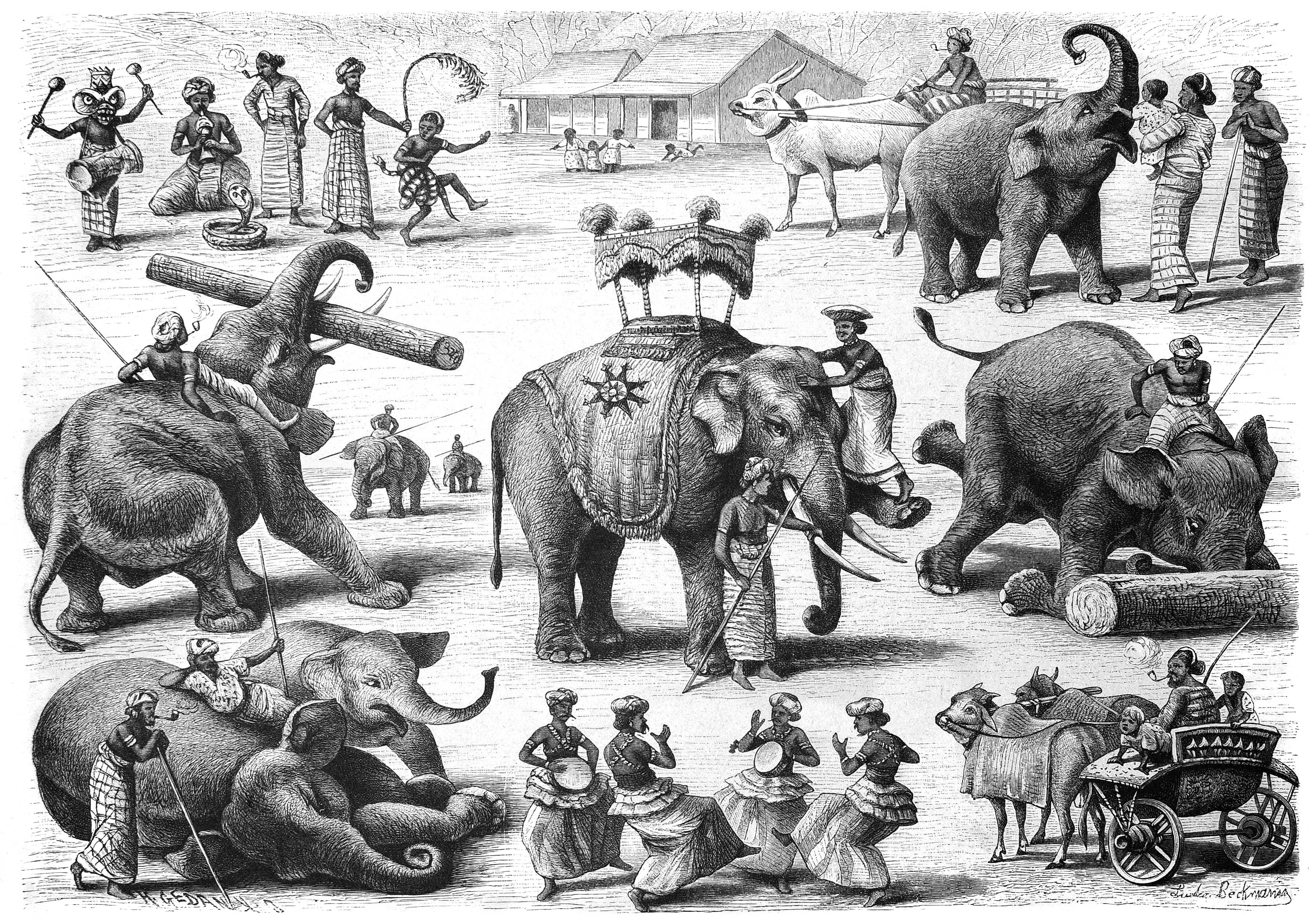
Die Hagenbeck’sche Singhalesen-Karawane, Illustration von Ludwig Beckmann für Die Gartenlaube, 1884

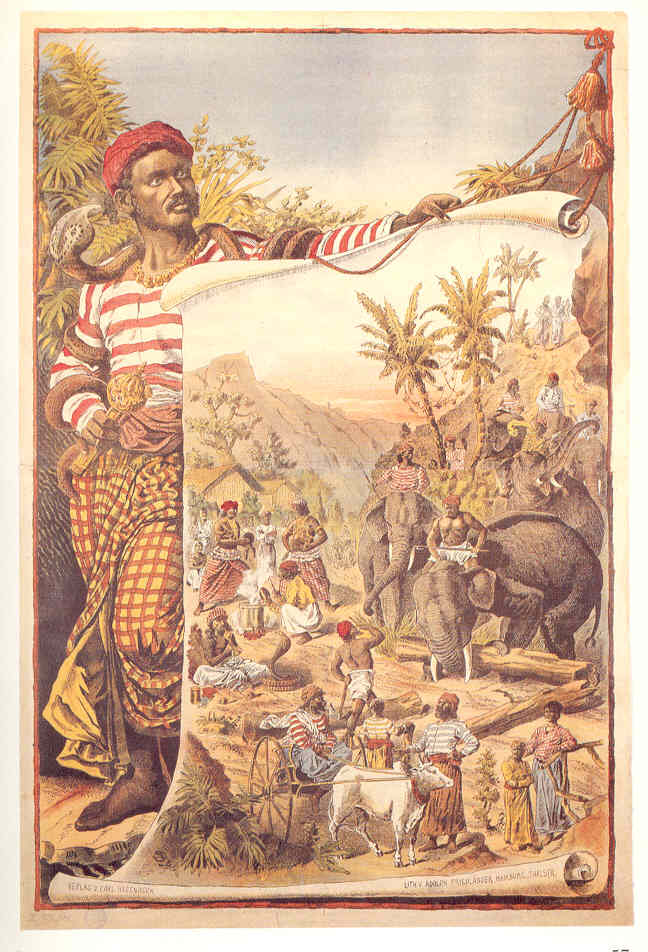
Adolph Friedländer: Plakat für eine Singhalesen-Völkerschau, 1886

Bei der ersten Völkerschau im September 1875 stellte Hagenbeck sechs Samen („Lappländer“) im Tierpark am Neuen Pferdemarkt zur Schau. Im Tierpark Hagenbeck in Stellingen entwickelte er ab 1907 weitere Formate. Insgesamt veranstaltete er zu seinen Lebzeiten 54 Völkerschauen, die auch in vielen anderen Städten sowohl im Deutschen Reich und anderen europäischen Städten gezeigt wurden.
Hagenbecks Erfolg bei den ersten „Völkerausstellungen“ lag darin begründet, dass er die Menschen vermeintlich „authentisch“ inszenierte. Dazu griff er eine Idee des befreundeten Malers Heinrich Leutemann auf und ließ Rentiere aus Nordeuropa von einer Gruppe von sechs Samen begleiten. Die Schauen wurden Ende der 1870er Jahre zu seiner Haupteinnahmequelle. Hagenbecks Inszenierungen indigener Menschen galten insofern als fortschrittlich, als er „die ‚Wilden‘ aus den Jahrmarktsbuden in die wissenschaftlichen Institutionen ‚Zoologische Gärten‘“ holte. Durch die enge Zusammenarbeit mit Rudolf Virchow gelang Hagenbeck die wissenschaftlichen Beachtung seiner Schauen. So wurde er auch Mitglied der Berliner Gesellschaft für Anthropologie, Ethnologie und Urgeschichte.
Die Völkerschauen waren bis in die 1930er Jahre sehr populär und lockten in vielen Ländern Europas, in Nordamerika und Japan hunderte Millionen zahlende Besucher an. Allein im Deutschen Reich wurden etwa 400 Völkerschauen gezeigt, die meist durch mehrere Städte tourten und von denen einzelne von weit mehr als einer Million Menschen gesehen wurden.
Die Problematik der Völkerschauen und auch der Rolle Hagenbecks macht beispielhaft die Völkerschau der „Feuerländer“ 1881/82 (damaliger Titel: „Die Wilden von den Feuerlandsinseln“) deutlich. Hagenbeck ließ eine Gruppe von elf Kawesqar aus Südamerika nach Europa bringen, die in Paris und anschließend in Berlin, Stuttgart, München, Nürnberg und Zürich zur Schau gestellt wurden. In Zürich starben fünf der Kawesqar, während die übrigen (auch die Kinder der gerade Verstorbenen) in der Schau verblieben. Hagenbeck brach die Tournee im März 1882 ab. Erst ein gutes Jahr zuvor waren bei Hagenbecks Völkerschau der „Eskimos“ alle acht Inuit an Pocken gestorben. Nach den erneuten Todesfällen in Zürich schrieb er seinem Mitarbeiter Johan Adrian Jacobsen: „Es sind mir […] innerhalb dieser letzten 3 Wochen 5 von meinen guten armen Feuerländern gestorben. […] Sie wissen, daß ich ein Menschenfreund bin […] und habe ich jetzt auch noch hin und wieder nicht allzu erfreuliches in den Zeitungen darüber zu lesen so daß ich mir fest vorgenommen habe nie mehr Menschen-Ausstellungen zu arrangieren.“
Das Unternehmen Hagenbeck veranstaltete zwischen 1875 und 1931 laut Hilke Thode-Arora (1989) 68, laut Anne Dreesbach (2005) sogar über 100 Völkerschauen. 54 der Schauen fanden zu Lebzeiten von Carl Hagenbeck statt.

### Zirkus Hagenbeck
Hagenbeck eröffnete 1887 einen Zirkus: Carl Hagenbecks Internationaler Circus und Singhalesen-Karawane, der später als Hagenbeck’s Zoologischer Circus firmierte. Bei einer von ihm begleiteten Elefantenparade durch München wurde er 1888 bei der sogenannten Elefantenkatastrophe verletzt.
1890 führte er die zahme Dressur von Wildtieren ein und plante einen offenen Tierpark ohne Gitter, auf den er 1896 auch ein Patent erwarb. Im selben Jahr trat er mit seinem Thierzirkus auf der Berliner Gewerbeausstellung auf, wo er Eisbären, Seehunde und verschiedene Vögel vor einem 60 Meter tiefen und 25 Meter breiten Eismeerpanorama präsentierte. Der Zirkus wurde 1905 nach dem Aufkauf durch einen amerikanischen Zirkus zum Circus Hagenbeck-Wallace.

## Familie
Carls jüngerer Bruder Wilhelm Hagenbeck (1850–1910) betrieb ebenfalls einen Zirkus, der später von Wilhelms Söhnen Willy (1884–1965) und Carl (1888–1949) weitergeführt wurde. Der jüngere Bruder Diederich (geb. 1852) starb 1873 an Schwarzwasserfieber beim Flusspferdfang auf Sansibar.

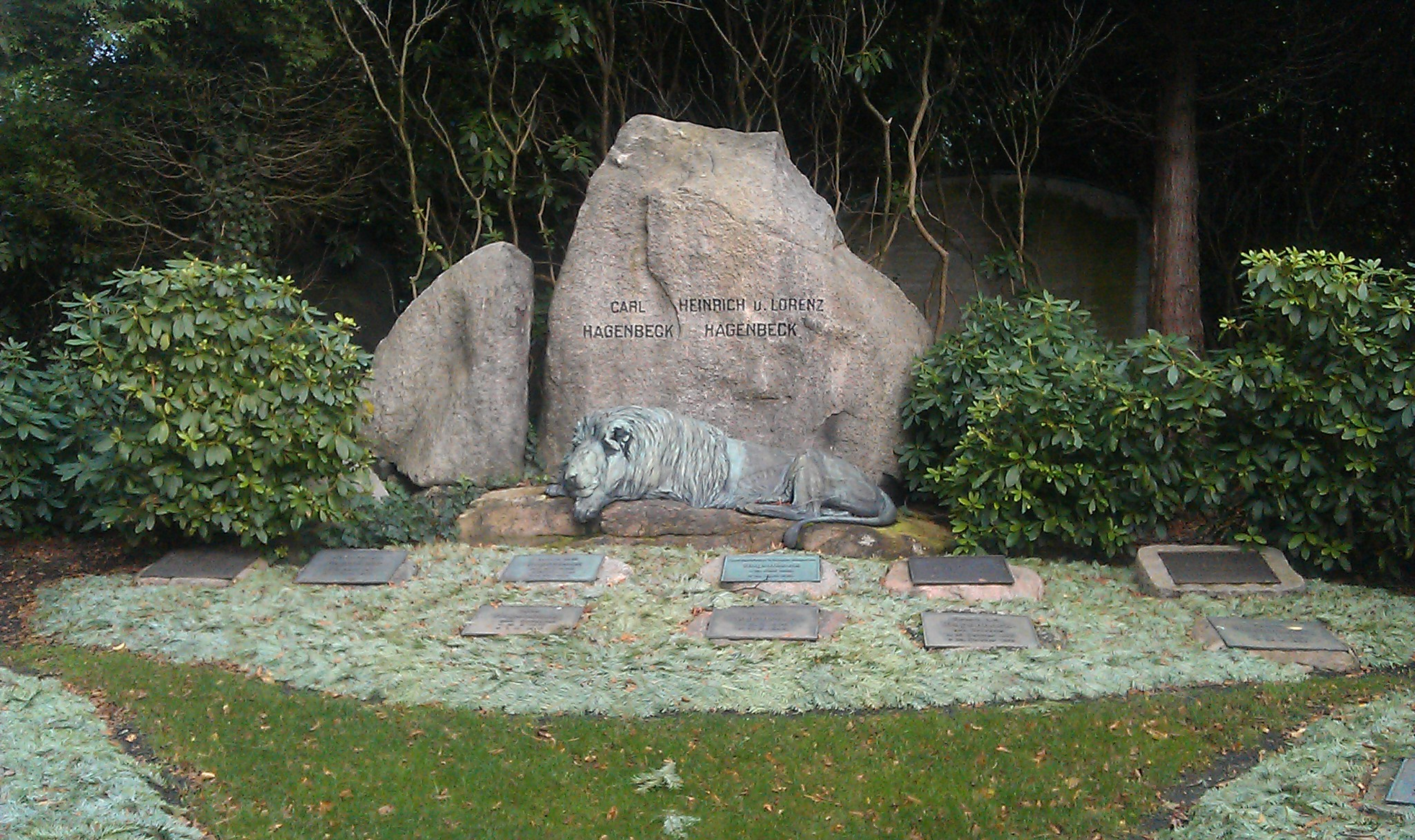
Grab der Familie Hagenbeck mit bronzener Löwenskulptur auf dem Friedhof Ohlsdorf (2013)

Carl Hagenbeck heiratete am 11. März 1871 in Hamburg Amanda, geb. Mehrmann (1849–1939). Sie hatten 10 Kinder, von denen fünf das Erwachsenenalter erreichten – drei Mädchen und zwei Jungen. Die beiden Söhne Heinrich (1875–1945) und Lorenz (1882–1956) waren beide Inhaber der Firma Carl Hagenbeck. Lorenz war ebenfalls im Tierhandel tätig und trat bei der Ausstellung in St. Louis in den USA 1904 auf. Er schrieb das Buch Den Tieren gehört mein Herz.
Carl Hagenbeck wurde in einem Familiengrab auf dem Friedhof Ohlsdorf in Hamburg beigesetzt. Auf einem Findling sind die Namen von Carl Hagenbeck und seinen Söhnen Heinrich und Lorenz eingraviert. Vor dem Findling lag bis 2014 die bronzene Figur des schlafenden Löwen Triest, des Lieblingstiers Carl Hagenbecks. Der Löwe hatte ihm einmal das Leben gerettet, als Hagenbeck im Freigehege gestolpert und von einem Tiger angegriffen worden war. Die Skulptur wurde von Josef Pallenberg geschaffen, der auch die Tierplastiken zum Eingangstor des Tierparks entwarf. Anfang Januar 2014 wurde der Bronze-Löwe gestohlen.

## Sonstiges

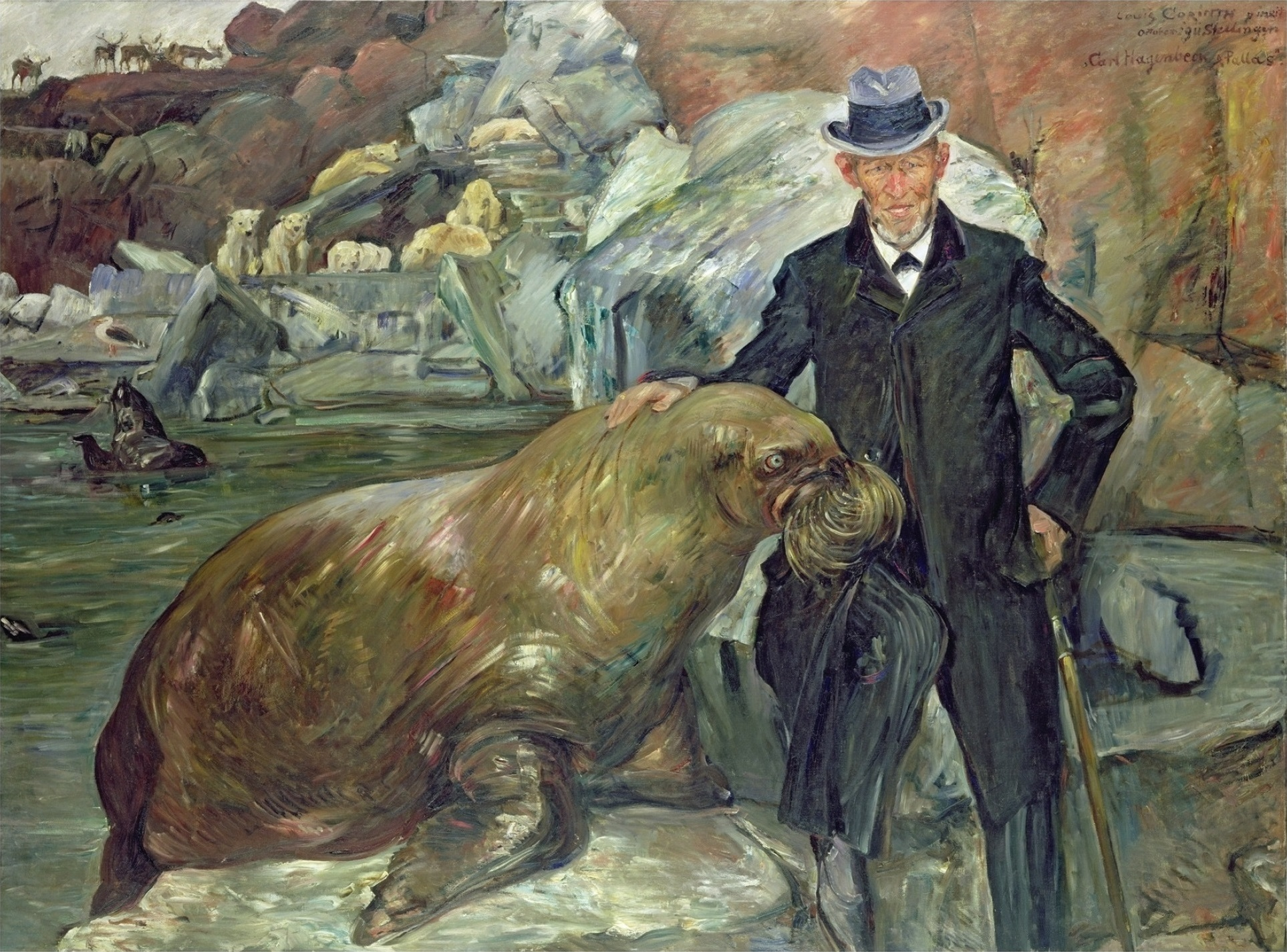
Lovis Corinth: Porträt Carl Hagenbeck mit dem Walroß Pallas

Im Jahr 1911 wurde Hagenbeck gemeinsam mit dem damaligen Publikumsliebling in seinem Tierpark, dem Walross Pallas, im Auftrag der Hamburger Kunsthalle von dem Maler Lovis Corinth porträtiert. Das Bild ist heute noch Bestandteil der Sammlung der Hamburger Kunsthalle.
Im Jahr 1912 wurde Hagenbeck zum Mitglied der Leopoldina gewählt.
Am 5. Mai 1994 gab die Deutsche Bundespost einen Sondermarken-Block zu seinem 150. Geburtstag und dem 150-jährigen Bestehen des Berliner Zoos heraus.

## Veröffentlichungen

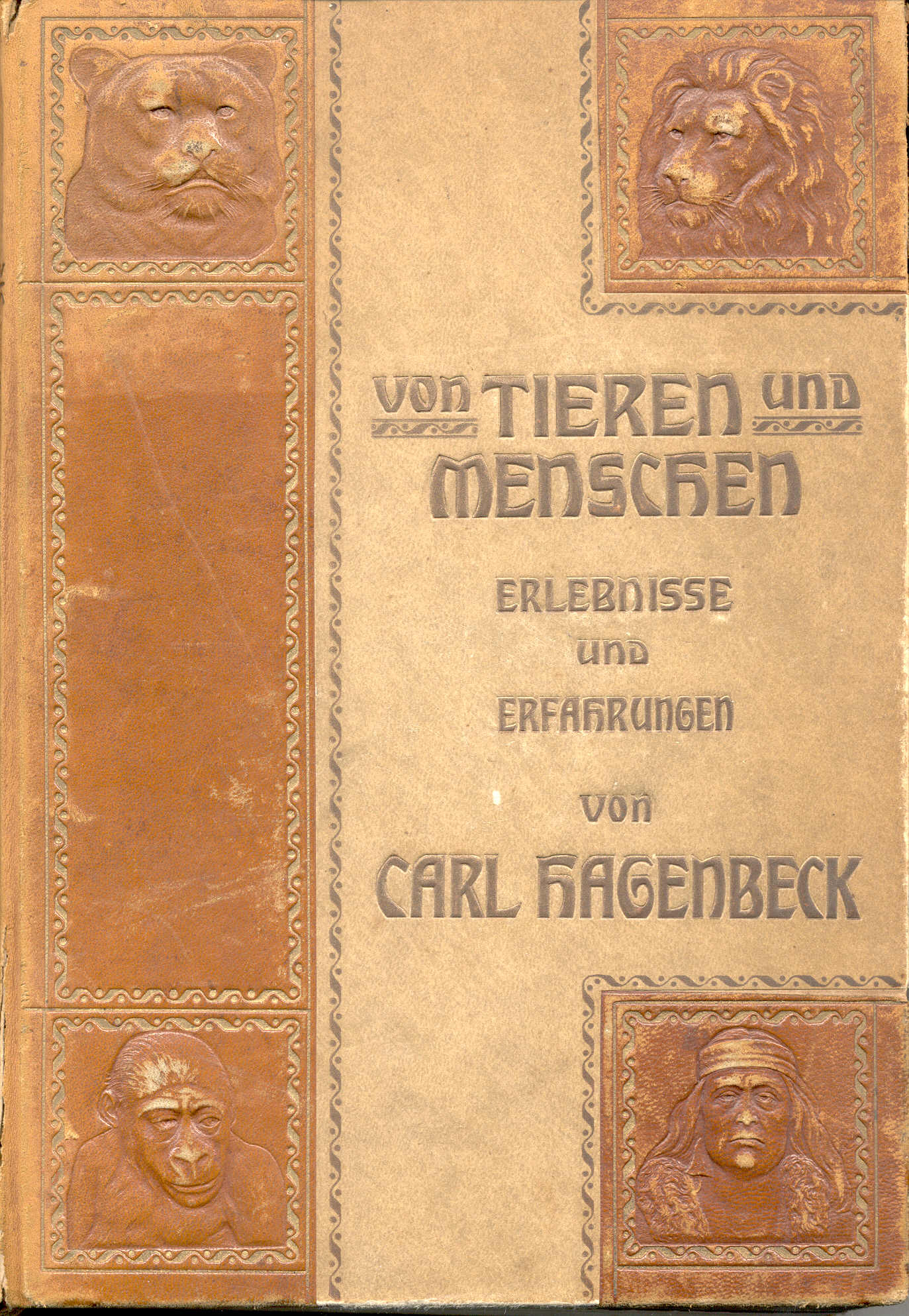
Carl Hagenbeck: Von Tieren und Menschen, 1908 (Einband)

- Carl Hagenbeck: Von Tieren und Menschen. Erlebnisse und Erfahrungen. Vita Deutsches Verlagshaus, Berlin 1908 (online bei Zeno.org).
  - Neue wohlfeile Ausgabe (81. bis. 90. Tausend), ca. 1909 (Digitalisat im Internet Archive).
  - Neuausgabe mit einem Vorwort von Siegfried Seifert. List, Leipzig 1967 (Nachdruck der Ausgabe von 1908).
  - Vollständig überarbeitete Neuauflage. Severus Verlag, Hamburg 2014.

Carl Hagenbeck schrieb außerdem ein Vorwort für Hans Schomburgks Buch Wild und Wilde im Herzen Afrikas. Zwölf Jahre Jagd- und Forschungsreisen (1910).

## Hörspiele
Nach 1945 entstanden zwei Hörspielproduktionen über Carl Hagenbeck. Das erste Hörspiel stammt vom NWDR Hamburg aus dem Jahre 1952, das zweite vom WDR und entstand 1962.
Die NWDR-Produktion schrieb Robert Walter und trägt den Titel Besorgen Sie uns 2000 Dromedare – Eine Erinnerung an den großen Tiermeister Carl Hagenbeck. Im Mittelpunkt der Handlung steht ein Ereignis aus dem Jahre 1902. Das Kolonialministerium in Berlin beauftragte Hagenbeck für den Gouverneur von Swakopmund (Deutsch-Südwestafrika) 2000 Dromedare zu beschaffen. Es wird erzählt, wie es ihm gelang eine riesige Expedition auszurüsten, diese unter das Kommando seines Sohnes Lorenz zu stellen, der es dann schaffte die Dromedare ostafrikanischer Herkunft noch vor dem vereinbarten Termin zu liefern.
Unter der Regie von Hans Freundt sprachen u. a. Carl Voscherau (Hagenbeck), Erwin Wirschaz (Sein Sohn Lorenz), Georg Pahl (Menges), Heinz Ladiges (Sprecher), sowie Willi Essmann, Eduard Marks, Heinz Roggenkamp und Reinhold Nietschmann. Das Hörspiel ist in keiner ARD-Rundfunkanstalt mehr verfügbar.
Das fünfteilige Kinderhörspiel des WDR schrieb Werner Liborius unter dem Titel Ein Leben mit Tieren: Carl Hagenbeck. Die Musik komponierte Kurt Herrlinger.
Unter der Regie von Wolfram Rosemann sprachen u. a. Friedrich W. Bauschulte (Hagenbeck als Erwachsener), Raoul Wolfgang Schnell (Hamburger, Erzähler), Wolfgang Schirlitz (Leutemann), sowie Werner Kreindl, Heinz Bennent und P. Walter Jacob. Das Hörspiel ist anscheinend noch erhalten.